# Forbes Korea Power Celebrity 40

Logo da Forbes

Forbes Korea Power Celebrity 40 é uma lista anual publicada pela revista Forbes Korea desde 2009. É um catálogo das 40 celebridades mais poderosas da Coreia do Sul, onde personalidades de esportes, música, artes, cinema e televisão são classificadas de acordo com suas realizações profissionais, exposições na mídia, popularidade em redes sociais, aparições na TV e ganhos no ano anterior a cada edição.

## Top 10 por ano

### 2009

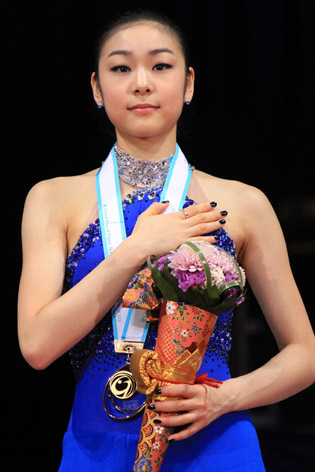
A patinadora artística Yuna Kim

| Classificação | Nome              | Ocupação                       |
| ------------- | ----------------- | ------------------------------ |
| 1             | Yuna Kim          | Patinadora                     |
| 2             | Big Bang          | Boy band                       |
| 3             | Wonder Girls      | Girl group                     |
| 4             | Lee Hyori         | Cantora                        |
| 5             | Girls' Generation | Girl group                     |
| 6             | Park Ji-sung      | Jogador de futebol             |
| 7             | Lee Seung-yuop    | Jogador de baseball            |
| 8             | Rain              | Cantor                         |
| 9             | Yoo Jae-suk       | Comediante, apresentador de TV |
| 10            | Kim Tae-hee       | Atriz                          |

### 2010
| Classificação | Nome              | Ocupação                         |
| ------------- | ----------------- | -------------------------------- |
| 1             | Yuna Kim          | Patinadora                       |
| 2             | Girls' Generation | Girl group                       |
| 3             | Park Ji-sung      | Jogador de futebol               |
| 4             | Lee Byung-hun     | Ator                             |
| 5             | Big Bang          | Boy band                         |
| 6             | Go Hyun-jung      | Atriz                            |
| 7             | Lee Seung-gi      | Cantor, ator, apresentador de TV |
| 8             | Lee Hyori         | Cantora                          |
| 9             | Yoo Jae-suk       | Comediante, apresentador de TV   |
| 10            | Kang Ho-dong      | Comediante, apresentador de TV   |

### 2011

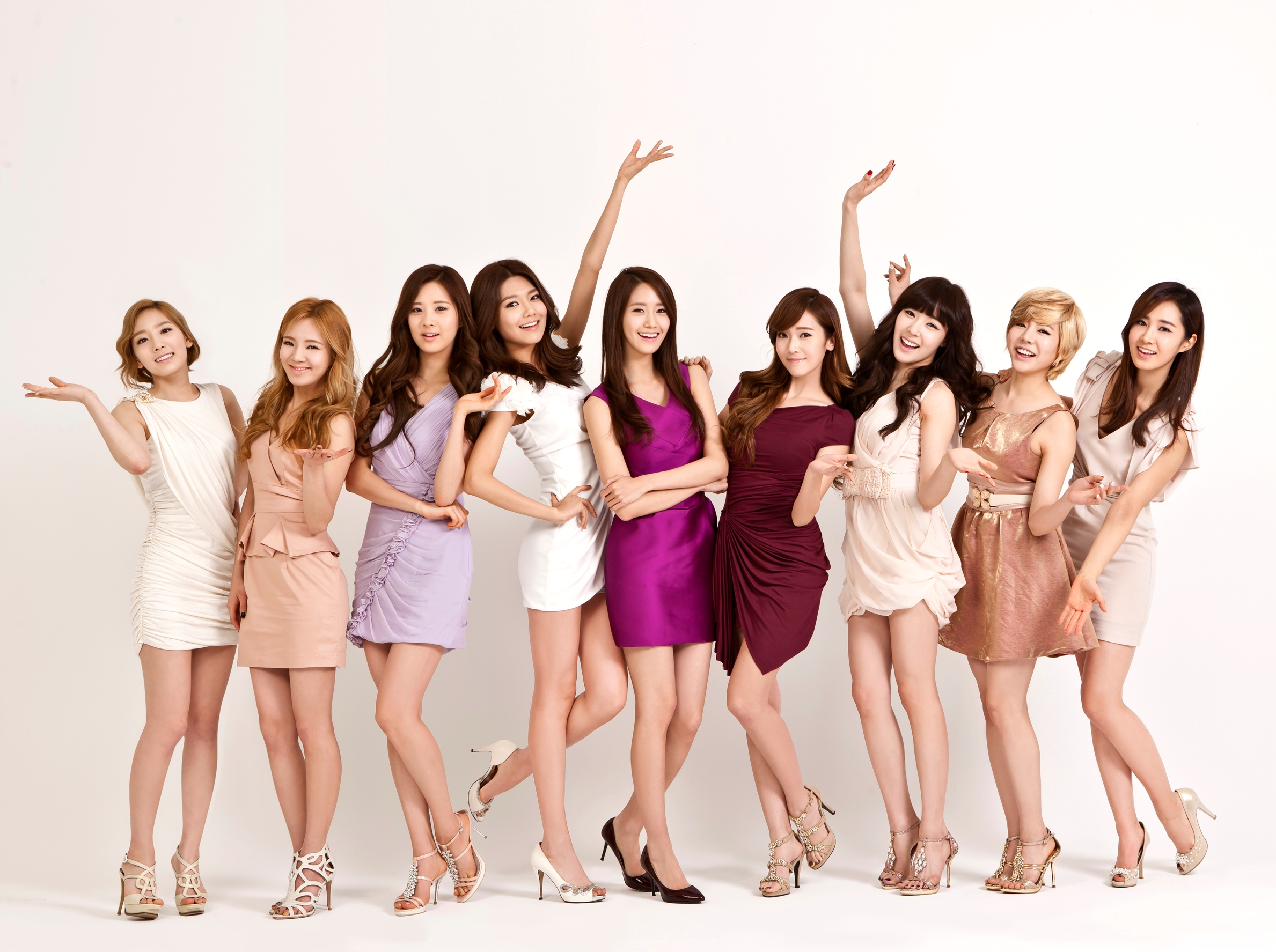
O girl group Girls' Generation

| Classificação | Nome              | Ocupação                         |
| ------------- | ----------------- | -------------------------------- |
| 1             | Girls' Generation | Girl group                       |
| 2             | Park Ji-sung      | Jogador de futebol               |
| 3             | Yuna Kim          | Patinadora                       |
| 4             | Lee Seung-gi      | Cantor, ator, apresentador de TV |
| 5             | 2PM               | Boy band                         |
| 6             | Yoo Jae-suk       | Comediante, apresentador de TV   |
| 7             | Lee Chung-yong    | Jogador de futebol               |
| 8             | 2AM               | Boy band                         |
| 9             | Shin-soo Choo     | Jogador de baseball              |
| 10            | Kang Ho-dong      | Comediante, apresentador de TV   |

### 2012
| Rank | Name              | Ocupação                         |
| ---- | ----------------- | -------------------------------- |
| 1    | Girls' Generation | Girl group                       |
| 2    | Big Bang          | Boy band                         |
| 3    | IU                | Cantora, atriz                   |
| 4    | Kara              | Girl group                       |
| 5    | Yuna Kim          | Patinadora                       |
| 6    | Lee Seung-gi      | Cantor, ator, apresentador de TV |
| 7    | Park Ji-sung      | Jogador de futebol               |
| 8    | Kim Tae-hee       | Atriz                            |
| 9    | Beast             | Boy band                         |
| 10   | Park Tae-hwan     | Nadador                          |

### 2013

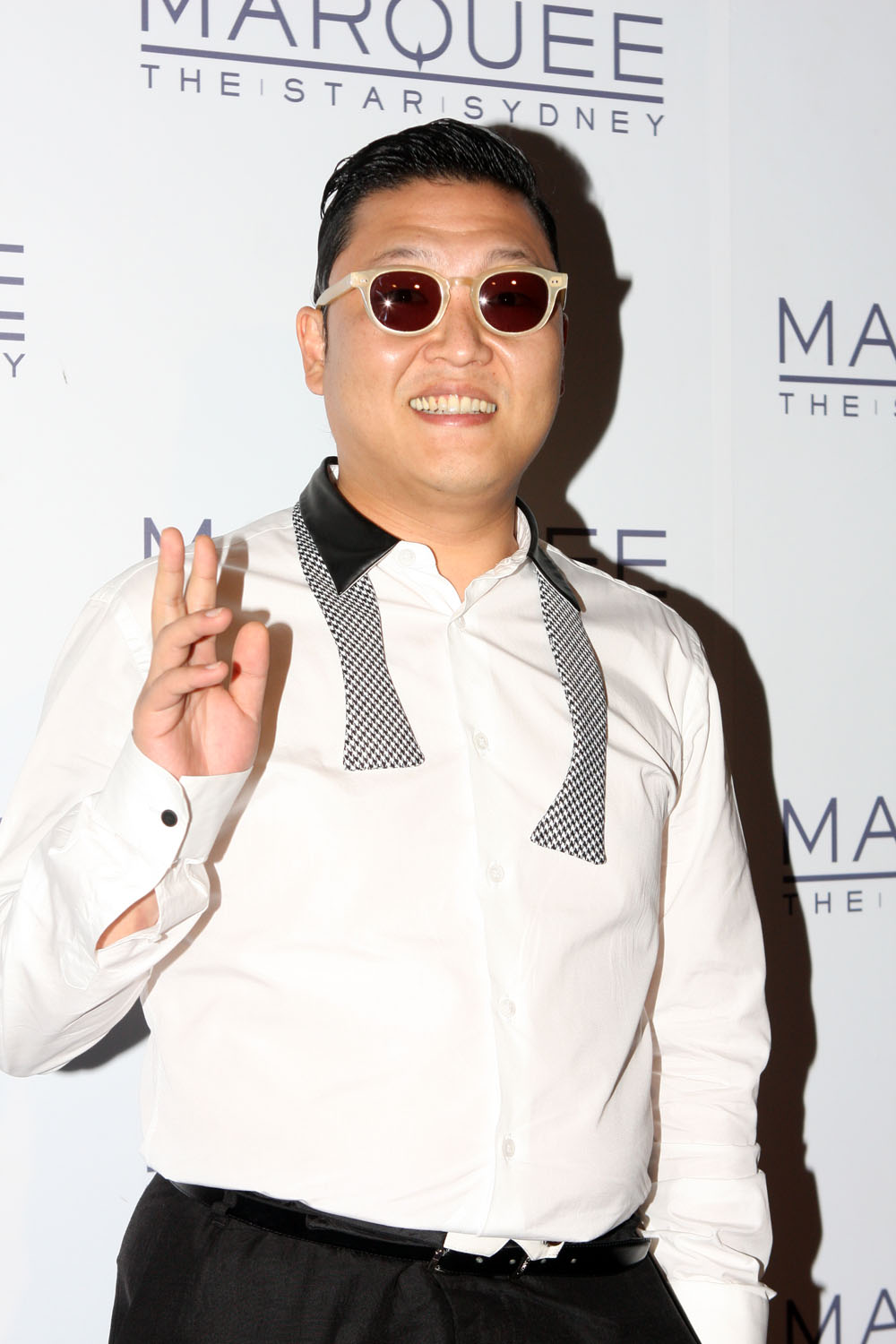
O cantor Psy

| Classificação | Nome              | Ocupação        |
| ------------- | ----------------- | --------------- |
| 1             | Psy               | Cantor          |
| 2             | Girls' Generation | Girl group      |
| 3             | Son Yeon-jae      | Ginasta rítmica |
| 4             | Kim Soo-hyun      | Ator            |
| 5             | Big Bang          | Boy band        |
| 6             | Park Tae-hwan     | Nadador         |
| 7             | Song Joong-ki     | Ator            |
| 8             | UI                | Cantora, atriz  |
| 9             | Yuna Kim          | Patinadora      |
| 10            | Super Junior      | Boy band        |

### 2014

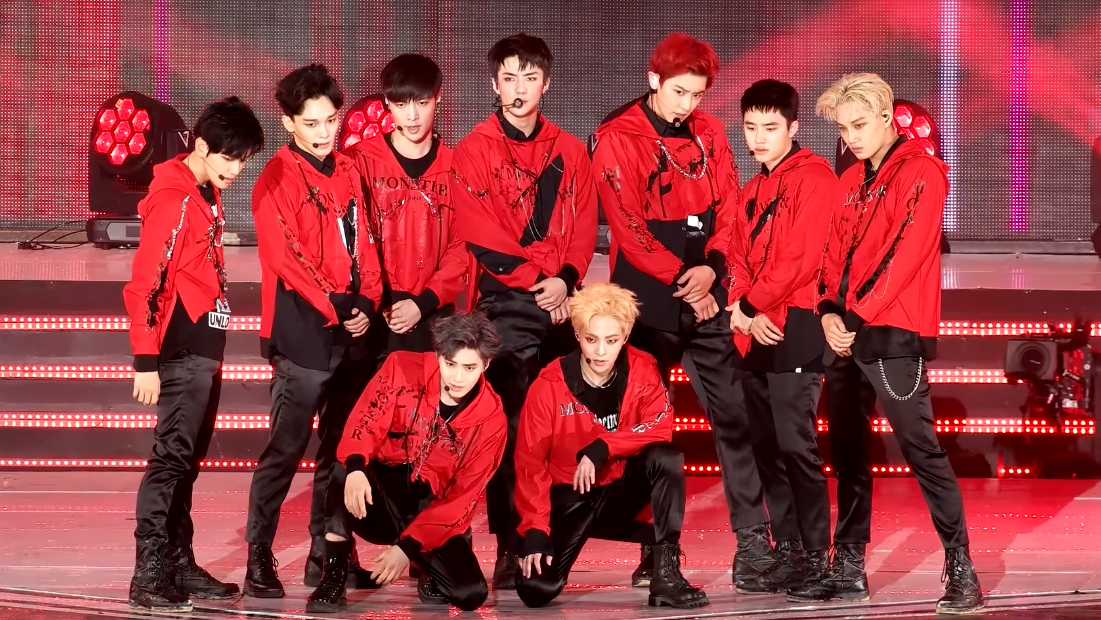
A boy band Exo

| Classificação | Nome              | Ocupação            |
| ------------- | ----------------- | ------------------- |
| 1             | Girls' Generation | Girl group          |
| 2             | Big Bang          | Boy band            |
| 3             | Suzy              | Cantora, atriz      |
| 4             | Ryu Hyun-jin      | Jogador de baseball |
| 5             | Exo               | Boy band            |
| 6             | Choo Shin-soo     | Jogador de baseball |
| 7             | TVXQ              | Boy band            |
| 8             | Shinee            | Boy band            |
| 9             | Yuna Kim          | Patinadora          |
| 10            | UI                | Cantora, atriz      |

| Classificação | Nome              | Ocupação                         |
| ------------- | ----------------- | -------------------------------- |
| 1             | Exo               | Boy band                         |
| 2             | Kim Soo-hyun      | Ator                             |
| 3             | Yuna Kim          | Patinadora                       |
| 4             | Jun Ji-hyun       | Atriz                            |
| 5             | Son Yeon-jae      | Ginasta rítmica                  |
| 6             | Lee Seung-gi      | Cantor, ator, apresentador de TV |
| 7             | Ryu Hyun-Jin      | Jogador de baseball              |
| 8             | Son Heung-Min     | Jogador de futebol               |
| 9             | Girls' Generation | Girl group                       |
| 10            | Sistar            | Girl group                       |

### 2016
| Classificação | Nome              | Ocupação            |
| ------------- | ----------------- | ------------------- |
| 1             | Exo               | Boy band            |
| 2             | Yoo Ah-in         | Ator                |
| 3             | Hyeri             | Cantora, atriz      |
| 4             | Girls' Generation | Girl group          |
| 5             | Kim Soo-hyun      | Ator                |
| 6             | Big Bang          | Boy band            |
| 7             | Inbee Park        | Jogador de golfe    |
| 8             | Jun Ji-hyun       | Atriz               |
| 9             | UI                | Cantora, atriz      |
| 10            | Jung-ho Kang      | Jogador de baseball |

### 2017

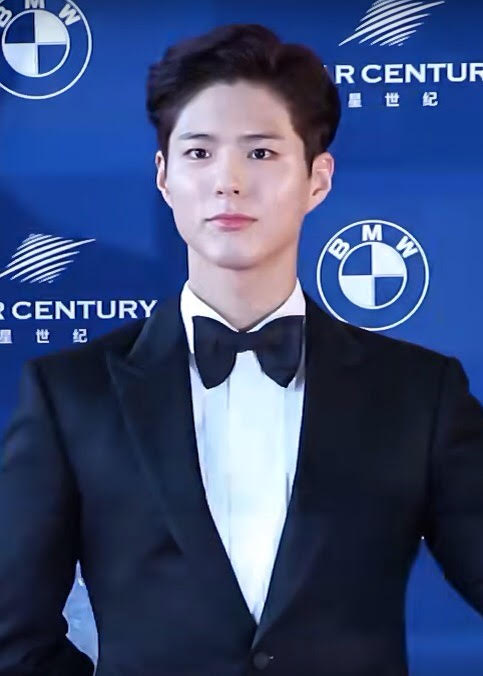
O ator Park Bo Gum

| Classificação | Nome          | Ocupação            |
| ------------- | ------------- | ------------------- |
| 1             | Park Bo-gum   | Ator                |
| 2             | Song Joong-ki | Ator                |
| 3             | Twice         | Girl group          |
| 4             | Exo           | Boy band            |
| 5             | BTS           | Boy band            |
| 6             | Suzy          | Cantora, atriz      |
| 7             | Song Hye-kyo  | Atriz               |
| 8             | Kim Yoo-jung  | Atriz               |
| 9             | Jo Jung-suk   | Ator                |
| 10            | Oh Seung-hwan | Jogador de baseball |

### 2018

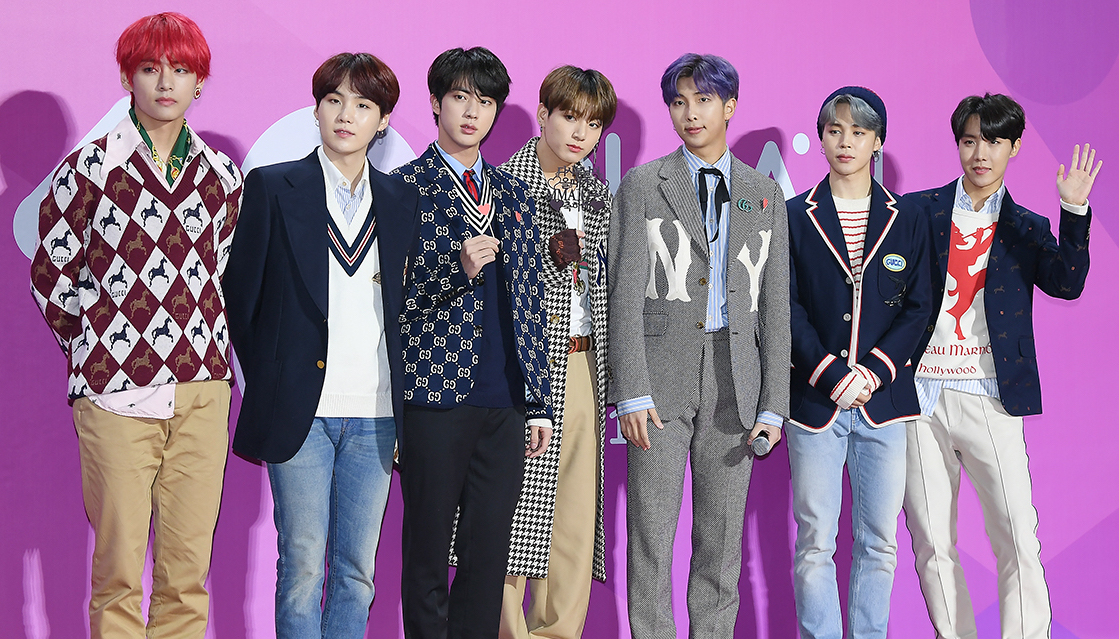
A boy band BTS

| Classificação | Nome          | Ocupação            |
| ------------- | ------------- | ------------------- |
| 1             | BTS           | Boy band            |
| 2             | Wanna One     | Boy band            |
| 3             | Twice         | Girl group          |
| 4             | Exo           | Boy band            |
| 5             | UI            | Cantora, atriz      |
| 6             | Song Hye-kyo  | Atriz               |
| 7             | Song Joong-ki | Ator                |
| 8             | Park Bo-gum   | Ator                |
| 9             | Yuna Kim      | Patinadora          |
| 10            | Hyun-jin Ryu  | Jogador de baseball |

### 2019

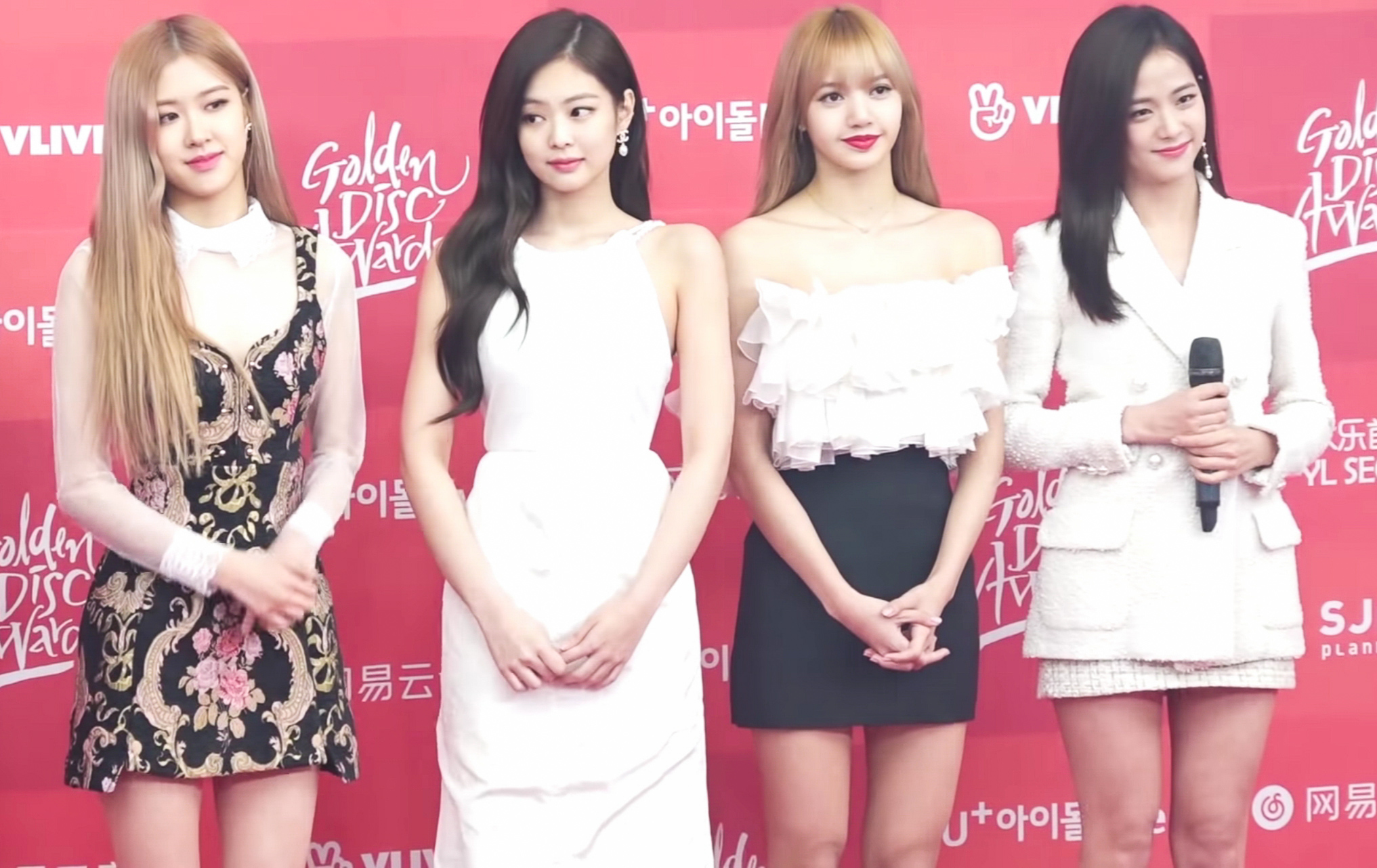
O girl group Blackpink

| Classificação | Nome           | Ocupação           |
| ------------- | -------------- | ------------------ |
| 1             | Blackpink      | Girl group         |
| 2             | BTS            | Boy band           |
| 3             | Wanna One      | Boy band           |
| 4             | Kang Daniel    | Cantor             |
| 5             | Red Velvet     | Girl group         |
| 6             | Park Na-rae    | Comediante         |
| 7             | Hong Jin-young | Cantora            |
| 8             | Han Ji-min     | Atriz              |
| 9             | Son Heung-min  | Jogador de futebol |
| 10            | Exo            | Boy band           |

### 2020
| Classificação | Nome          | Ocupação                   |
| ------------- | ------------- | -------------------------- |
| 1             | BTS           | Boy band                   |
| 2             | Hyun-jin Ryu  | Jogador de baseball        |
| 3             | Blackpink     | Girl group                 |
| 4             | Son Heung-min | Jogador de futebol         |
| 5             | Bong Joon-ho  | Cineasta                   |
| 6             | Jun Hyun-moo  | Apresentador de TV         |
| 7             | Park Na-rae   | Comediante                 |
| 8             | Lee Soo-geun  | Comediante                 |
| 9             | Twice         | Girl group                 |
| 10            | Kim Hee-chul  | Cantor, apresentador de TV |

### 2021
| Classificação | Nome            | Ocupação                       |
| ------------- | --------------- | ------------------------------ |
| 1             | BTS             | Boy band                       |
| 2             | Blackpink       | Girl group                     |
| 3             | Hyun-jin Ryu    | Jogador de baseball            |
| 4             | Son Heung-min   | Jogador de futebol             |
| 5             | Lim Young-woong | Cantor                         |
| 6             | Kwang-hyun Kim  | Jogador de baseball            |
| 7             | Yoo Jae-suk     | Comediante, apresentador de TV |
| 8             | Young Tak       | Cantor(a)                      |
| 9             | Jung Dong-won   | Cantor(a)                      |
| 10            | Jang Yoon-jeong | Cantor(a)                      |

### 2022
| Classificação | Nome            | Ocupação                         |
| ------------- | --------------- | -------------------------------- |
| 1             | BTS             | Boy band                         |
| 2             | Blackpink       | Girl group                       |
| 3             | Son Heung-min   | Jogador de futebol               |
| 4             | Hyun-jin Ryu    | Jogador de baseball              |
| 5             | Lee Chan-won    | Cantor                           |
| 6             | Lee Seung-gi    | Cantor, ator, apresentador de TV |
| 7             | Lim Young-woong | Cantor                           |
| 8             | Youn Yuh-jung   | Atriz                            |
| 9             | Yoo Jae-suk     | Comediante, apresentador de TV   |
| 10            | Jang Minho      | Cantor                           |

### 2023
| Classificação | Nome            | Ocupação                       |
| ------------- | --------------- | ------------------------------ |
| 1             | BTS             | Boy band                       |
| 2             | Son Heung-min   | Jogador de futebol             |
| 3             | Blackpink       | Girl group                     |
| 4             | Song Joong-ki   | Ator                           |
| 5             | Yoo Jae-suk     | Comediante, apresentador de TV |
| 6             | Lim Young-woong | Cantor                         |
| 7             | Son Suk-ku      | Ator                           |
| 8             | Jang Minho      | Cantor                         |
| 9             | Jang Yoon-jeong | Cantor                         |
| 10            | Young Tak       | Cantor                         |

### 2024
| Classificação | Nome            | Ocupação            |
| ------------- | --------------- | ------------------- |
| 1             | Blackpink       | Girl group          |
| 2             | Son Heung-min   | Jogador de futebol  |
| 3             | NewJeans        | Girl group          |
| 4             | Kim Min-jae     | Ator e rapper       |
| 5             | Lim Young-woong | Cantor              |
| 6             | Lee Jung-hoo    | Jogador de baseball |
| 7             | Jimin           | Cantor              |
| 8             | Lee Kang-in     | Jogador de futebol  |
| 9             | Jungkook        | Cantor              |
| 10            | Ive             | Girl group          |